# Эрхардт, Марек
Марек Эрхард (нем. Marek Erhardt; 9 мая 1969, Гамбург) — немецкий актёр театра, кино и телевидения.

## Биография
Родился в семье режиссёра и сценариста Геро Эргардта. Внук актёра Гейнца Эрхардта.
Окончив среднюю школу, отправился в Нью-Йорк и в 1990—1991 обучался актёрскому искусству в студии-школе Herbert Berghoff.
Вскоре после возвращения в Германию, стал известен публике, благодаря, снятому на ZDF телевизионному сериалу «Друзья на всю жизнь» («Freunde fürs Leben»).
Позже, в 1994 году был награждён немецкой телевизионной премией «Telestar» за участие в сериале «Der rote Vogel».
Эргардт сотрудничает с известной гуманитарной организацией World Vision International.
Активно снимается в телепрограммах, рекламных роликах многих компаний, выступает в качестве телеведущего, принимает участие в общественных мероприятиях.

## Избранные работы

### Работы в телесериалах
- 1990: Der Landarzt (2 серии)
  - Das Angebot
  - Ein Fremder im Haus
- 1991: Unsere Hagenbecks
- 1991: Himmelsschlüssel
- 1991: Großstadtrevier
- 1991: Die Männer vom K3
- 1991—1999: Freunde fürs Leben (53 серии)
- 1992: Großstadtrevier r
- 1993: Der rote Vogel
- 1993: Sylter Geschichten
- 1994: Briefgeheimnis
- 1994: Die Männer vom K3 — Ende eines Schürzenjägers
- 1995: Peter Strohm
- 1996: Klinik unter Palmen (3 Folgen)
  - Zurück ins Leben
  - Höhere Gewalt
  - Der Wunderheiler
- 1997: Großstadtrevier
- 1997: Ich schenk’ dir meinen Mann
- 1997: Das Traumschiff
- 1997: Die Männer vom K3 — Zu viele Verdächtige
- 1998: Die Kinder vom Alstertal — Ein Schiff nach Fernost
- 1998: Großstadtrevier
- 1999: Die Geiseln von Costa Rica
- 1999: Das Traumschiff — Namibia
- 2000: Im Herzen der Fremde
- 2000: Forsthaus Falkenau
- 2000: Das Traumschiff
- 2001: Unser Charly
- 2001: Bronski & Bernstein
- 2001: 1000 Meilen für die Liebe
- 2001: Die fabelhaften Schwestern
- 2002: Forsthaus Falkenau
- 2002: Sag einfach ja
- 2003: Adelheid und ihre Mörder
- 2003: Großstadtrevier
- 2003: Der Alte
- 2004: Eine zweimalige Frau
- 2004: Siska
- 2005: Inga Lindström
- 2005: Bernds Hexe
- 2005: Adelheid und ihre Mörder
- 2005: Der Ferienarzt … in der Provence
- 2006: Das Traumschiff — Botswana
- 2006: Die Wache
- 2006: Die schönste Reise meines Lebens
- 2006: Der Ferienarzt … im Tessin
- 2007—2011: Da kommt Kalle (44 серии)
- 2007: Kreuzfahrt ins Glück — Hochzeitsreise nach Neuseeland
- 2007: Küstenwache
- 2007: Der Landarzt
- 2008: Das Traumschiff — Vietnam
- 2009: Großstadtrevier
- 2009: Rosamunde Pilcher
- 2010: Der Kriminalist
- 2010: Tatort — Im Netz der Lügen
- 2011: Ein Schatz fürs Leben — Abenteuer in Panama
- 2012: Ein Fall für Zwei — Frankfurt Superstar
- 2013: Einsatz in Hamburg — Mord an Bord
- 2013: Das Traumschiff — Malaysia
- 2014: Katie Fforde — An deiner Seite
- 2015: Tod eines Mädchens — Teil 1
- 2015: Deichbullen (мини-сериал, 3 серии)
- 2015: Katie Fforde — Das Weihnachtswunder von New York
- 2016: Katie Fforde — Warum hab ich ja gesagt?

### Фильмография
- Der Schöpf (1998)
- Der kleine Tannenbaum (2002)
- Der Sandmann (2007)
- Star Wurst — Möge das Herz bei Euch sein (2015)

## Участие в театральных спектаклях
- 1990—1991: «Ромео и Джульета» Шекспира (театр Шаушпильхаус, Гамбург)
- 1992: «Много шума из ничего» (театральный тур)
- 1999: «О, эти люди» («Oh, diese Männer») (театральный тур)
- 2011: «Нефтяной принц» («Der Ölprinz»)